# Oldbury-on-Severn
Oldbury-on-Severn est une paroisse civile et un village du Gloucestershire, en Angleterre.